# Blepharodon costae
Blepharodon costae là một loài thực vật có hoa trong họ La bố ma. Loài này được Fontella & Morillo mô tả khoa học đầu tiên năm 1993.